# Kaolinonychus coreanus
Kaolinonychus coreanus is een hooiwagen uit de familie Paranonychidae.